# Europejskie Igrzyska Halowe w Lekkoatletyce 1967 – bieg na 50 m przez płotki kobiet
Bieg na 50 metrów przez płotki kobiet – jedna z konkurencji biegowych rozgrywanych podczas lekkoatletycznych europejskich igrzysk halowych w hali Sportovní hala w Pradze. Eliminacje zostały rozegrane 11 marca, a bieg finałowy 12 marca 1967. Zwyciężyła reprezentantka NRD Karin Balzer.  Tytułu z poprzednich igrzysk nie broniła Irina Press ze Związku Radzieckiego.

## Rezultaty

### Eliminacje
Rozegrano 2 biegi eliminacyjne, do których przystąpiło 11 biegaczek. Awans do finału dawało zajęcie jednego z pierwszych trzech miejsc w swoim biegu (Q).
Opracowano na podstawie materiału źródłowego.
Bieg 1
| Miejsce | Zawodniczka        | Czas | Uwagi |
| ------- | ------------------ | ---- | ----- |
| 1       | Karin Balzer       | 7,0  | Q,    |
| 2       | Vlasta Seifertová  | 7,1  | Q     |
| 3       | Meta Antenen       | 7,2  | Q     |
| 4       | Wałentyna Bolszowa | 7,2  |       |

Bieg 2
| Miejsce | Zawodniczka      | Czas | Uwagi |
| ------- | ---------------- | ---- | ----- |
| 1       | Inge Schell      | 7,1  | Q     |
| 2       | Ludmiła Ijewlewa | 7,1  | Q     |
| 3       | Regina Höfer     | 7,2  | Q     |
| 4       | Anna Zábršová    | 7,3  |       |
| 5       | Marijana Lubej   | 7,3  |       |

### Finał
Opracowano na podstawie materiału źródłowego.
| Miejsce | Zawodniczka       | Czas | Uwagi |
| ------- | ----------------- | ---- | ----- |
| 1       | Karin Balzer      | 6,9  | WR    |
| 2       | Vlasta Seifertová | 7,0  |       |
| 3       | Inge Schell       | 7,1  |       |
| 4       | Ludmiła Ijewlewa  | 7,1  |       |
| 5       | Regina Höfer      | 7,1  |       |
| 6       | Meta Antenen      | 7,2  |       |